# قضايا بيئية في المملكة المتحدة
تسرد هذه الصفحة القضايا البيئية التي تواجهها المملكة المتحدة حاليًا، مثل التلوث والتلويث.
تنشأ القضايا البيئية من الآثار الضارة للنشاط البشري على البيئة الفيزيائية الحيوية. خلال العقد الماضي، تدهورت حالة البيئة في المملكة المتحدة بشكل كبير في المناطق الحضرية والريفية على حد سواء. ويبلغ عدد سكانها ما يقرب من 67 مليون نسمة، تزيد هذه الكثافة السكانية العالية وبالإضافة إلى التقدم التكنولوجي من المعاناة البيئية. وفقًا للهيئة البريطانية الوطنية للبيئة، أثر تلوث الهواء في المراعي وعوامل تغير المناخ بشكل كبير على المناطق الجبلية في المملكة المتحدة. حيث سبب تغير المناخ ارتفاعاً في درجات حرارة مياه البحر وعند إضافة استغلال الموارد البحرية، فإننا نجد خسارة خطيرة في جودة النظم البيئية البحرية في المملكة المتحدة. إن تلوث الهواء وتغير المناخ والنفايات المبعثرة والمخلفات وتلوث التربة كلها جزء من النشاط البشري الذي يخلق هذه القضايا البيئية في المملكة المتحدة.

## أبرز القضايا البيئية في المملكة المتحدة

### تلوث الهواء
تشمل الغازات التي تؤدي إلى تلوث الهواء أكاسيد الكربون والنيتروجين والكبريت. في حين أن بعض هذه الغازات موجودة بشكل طبيعي، مثل ثاني أكسيد الكربون الناتج عن عملية زفير الهواء من الرئتين، إلا أن الملوثات الخطيرة تأتي من حرق الوقود الأحفوري مثل: الفحم والنفط والغاز الطبيعي. إذ تُطلق الغازات السامة عبر الدخان الصادر عن المصانع والصناعات الكيميائية في الهواء.
يُعرف تلوث الهواء بأنه مزيج من المواد الطبيعية والاصطناعية المتواجدة في الهواء الذي نتنفسه. إن الغبار وحبوب اللقاح من الأمثلة على المواد الطبيعية التي تساهم في تلوث الهواء في المملكة المتحدة، في حين أن الغازات من أمثلة المواد التي من صنع الإنسان التي تساهم في المشكلة وتأتي من عوادم السيارات والشاحنات. بالإضافة إلى ذلك، فإن تلوث الهواء هو سبب 10٪ من جميع الوفيات في المملكة المتحدة التي تأتي في المرتبة الثانية بعد الصين بنسبة 17٪، هذه إحصائية مروعة بالنظر إلى أن عدد سكان الصين أكبر بكثير من المملكة المتحدة. والأشخاص المصابون بأمراض القلب والرئة هم الأكثر تأثرا بتلوث الهواء، ولكن التعرض له مرتبط أيضاً بالسكتة الدماغية والسكري والسمنة والخرف. أفادت عناوين صحفية متعددة أن تلوث الهواء يقتل 29000 شخص سنويًا في المملكة المتحدة. تشير هذه الإحصائيات إلى مدى خطورة تلوث الهواء وأضراره المميتة، وأيضًا إلى أي مدى يمكن أن يؤثر ويساهم في مشاكل صحية خطيرة أخرى بين الناس.

### تغير المناخ
وفقا لستيرن لورد برينتفورد، كانت الفيضانات والعواصف في المملكة المتحدة في عام 2014 علامات واضحة على تغير المناخ. قال نيكولاس ستيرن مؤلف تقرير ستيرن لعام 2006 إن الطقس عام 2013-2014 هو جزء من النمط الدولي ويظهر الحاجة الملحة لخفض انبعاثات الكربون.
يحدث تغير المناخ عندما يتغير نظام مناخ الأرض، مما يؤدي إلى أنماط جديدة للطقس لفترة طويلة من الزمن. لتغير المناخ تأثير عميق على التنوع البيولوجي البحري والبري على حد سواء. يمكن أن تؤثر تغيرات المناخ والمحيطات في مياه المملكة المتحدة بشكل كبير على الأنواع المهددة بالانقراض من خلال التأثير على فعالية التدابير المصممة لحمايتها. إن انبعاث غازات الدفيئة هو أيضًا سبب معروف لبعض التطورات الرئيسية في تغير المناخ العالمي على مر السنين. ويذكر أن مدن الواجهة البحرية، التي تشكل غالبية المملكة المتحدة، تواجه تحديًا كبيرًا أمامها من حيث القدرة على التكيف مع تغير المناخ. وينتج عن ذلك تجديد المدن الحالية مثل مدن الواجهة البحرية هذه وتحسينها للتعامل بشكل أفضل مع آثار تغير المناخ.

### النفايات المبعثرة
النفايات المبعثرة هي نتاج عملية التخلص من أي نوع من النفايات بشكل غير صحيح، وتعتبر القمامة في المملكة المتحدة مشكلة كبيرة بشكل خاص. كشفت جمعية حماية الأحياء البحرية (MCS) في تقريرها السنوي عن أن الفضلات المبعثرة على الشاطئ في تزايد على شواطئ المملكة المتحدة على مدى 20 عامًا، لذا استنتجوا أنه من الواضح أنه لا يوجد ما يكفي من مجهودات الحكومة البريطانية في محاولة لتقليل هذه المشكلة. تظهر أحدث نتائج فعالية التنظيف العظيم للشاطيء البريطاني (Great British Beach Clean) أن القطع البلاستيكية هي أكثر العناصر التي يتم العثور عليها بشكل متكرر على شواطئ المملكة المتحدة، ليس ذلك فحسب، بل تظهر النتائج أن البلاستيك يمثل أكثر من 50 ٪ من جميع القمامة التي تم تسجيلها. بالإضافة إلى ذلك، كان للقمامة في محيطات المملكة المتحدة تأثير كبير على الحياة البحرية. تعد القمامة مصدر قلق بالغ للمحيطات لأنه يدمر موطن الحياة البحرية وهو سبب موت عدد لا يحصى من المخلوقات البحرية. اعترفت الحكومة الاسكتلندية بالقمامة باعتبارها مشكلة خطيرة في محيطاتهم وبدأت عملية لتطوير الاستراتيجيات التي ستعمل على منع الإضرار بالحياة البحرية والبيئة.

### المخلفات
النفايات جزء طبيعي من دورة الحياة؛ تحدث النفايات عندما يقوم أي كائن حي بإعادة المواد إلى البيئة. ينتج البشر كمية ضخمة من بقايا المواد التي تصبح نفايات فيما بعد مما يزيد العبء على طاقة البيئة الطبيعية في عمليات إعادة التدوير الطبيعية. يعتبر التسميد عنصرًا مهمًا في الإدارة المستدامة للنفايات في المملكة المتحدة ويمكن أن يلعب دورًا حيويًا في الالتزامات بتوجيهات مدافن النفايات. في الوقت الحالي، تدفن مكبات النفايات في المملكة المتحدة 27.000.000 طن سنويًا من النفايات الصلبة الصادرة عن البلديات وتبين أن 60٪ منها قابلة للتحلل الحيوي. سيتم تقليل كمية المواد القابلة للتحلل الحيوي في مدافن النفايات بشكل كبير عن طريق التحويل إلى سماد، مما يؤدي إلى إنتاج كميات أقل من الغازات والمواد الراشحة من النفايات. على الرغم من أن جميع المواد غير القابلة للتحلل الحيوي ليست مناسبة للسماد، إلا أنها بداية في السيطرة على إدارة النفايات في المملكة المتحدة. إن الضرر الذي يلحق بالبيئة بسبب سوء إدارة النفايات هو شيء يمكن تجنبه من خلال تنفيذ التقنيات من خلال مبدأ أفضل خيار بيئي عملي (BPEO). إن تقنيات تقليل النفايات وإعادة استخدامها وإعادة تدويرها واستعادتها كلها طرق لتقليل الحاجة إلى مواقع دفن النفايات ضمن هذا المبدأ. أصبحت إعادة التدوير / إعادة الاستخدام مع التسميد الطرق السائدة لإدارة النفايات في المملكة المتحدة، حيث تمثل 42.2٪ من إجمالي النفايات الصلبة المحلية. في عام 2012، تم تحويل 13.1 مليون طن من النفايات الصلبة المحلية إلى سماد أو إعادة تدويرها في المملكة المتحدة، وهو ما يمثل زيادة بنسبة 27.3٪ منذ عام 2002.

### تلوث التربة
تلوث التربة هو جزء من تدهور الأراضي الناجم عن وجود المواد الكيميائية وهذا التلوث خطير للغاية على البشر. كان تلوث التربة في المملكة المتحدة مشكلة مستمرة في بعض المناطق ولم يتطور مؤخرًا فحسب، بل أظهر قياس الزئبق في عينات الرواسب المأخوذة من منطقة ديس مير بالمملكة المتحدة أن التربة ملوثة منذ ألف سنة مضت، وهذا يزيد من خطر دخول الملوثات المحتملة إلى الغلاف الجوي. يحدث تلوث التربة، مثل القمامة، بسبب التخلص غير السليم من النفايات. علاوة على ذلك، كانت هناك تقارير عن تلوث متعدد العناصر للتربة والنباتات في أجزاء من إنجلترا كانت تُعرف سابقًا باسم مناطق التعدين، مما يؤدي إلى تعريض مادة التربة للخطر.